# Douglas Purviance
Douglas Purviance (Baltimore, 1952) is een Amerikaanse jazzmuzikant (trombone, tuba, slakkenhoorn (een natuurlijke trompet gemaakt van de schaal van een grote zeeslak)).

## Biografie
Purviance studeerde af in 1975 aan de Towson State University. In 1992 behaalde hij een masterdiploma aan de Manhattan School of Music. Hij begon zijn carrière in 1975–1977 bij het Stan Kenton Orchestra, waar hij bastrombone en tuba speelde. In de daaropvolgende jaren was hij vooral werkzaam als studio- en sessiemuzikant. Vanaf 1977 woonde hij in New York, waar hij o.a. speelde in het Thad Jones/Mel Lewis Jazz Orchestra, ook in de Carnegie Hall Jazz Band. Hij ging ook op tournee met Slide Hampton, Steve Turre, Dizzy Gillespie en de Mingus Big Band. Hij nam deel aan talloze opnamen, waaronder met Joe Henderson, Sam Rivers, Bill Kirchner, Bill Warfield, Jon Faddis, Garry Dial, Frank Wess, Mario Bauzá, Bobby Watson, Michel Camilo, Richie Cole, J.J. Johnson, Dee Dee Bridgewater, Tom Harrell, Stefon Harris, Gerald Wilson, Ron Carter, Christian McBride en het Vanguard Jazz Orchestra. Op het gebied van jazz was hij tussen 1975 en 2011 betrokken bij 106 opnamesessies.
- International Standard Name Identifier: 0000 0000 4401 0893
- Library of Congress Control Number: n94088595
- MusicBrainz: 6047d77b-f1b9-4265-ab24-c997e972d45c
- Virtual International Authority File: 48461904
- WorldCat: E39PBJf8B686f6rfBbvv9fGj4q